# Холмс, Кит
Кит Холмс (англ. Keith Holmes; 30 марта 1969, Вашингтон, Округ Колумбия, США) — американский боксёр-профессионал, выступаювший в 1-й средней, средней и 2-й средней и полутяжелой весовых категориях. Чемпион мира в средней весовой (версия WBC, 1996—1998 и 1999—2001) весовой категории.

## 1989—2000
Дебютировал в октябре 1989 года.
В марте 1996 года Холмс в 9-м раунде нокаутировал чемпиона мира в среднем весе по версии WBC Квинси Тейлора.
В октябре 1996 года он в 12-м раунде нокаутиовал непобеждённого Ричи Вудхолла.
В декабре 1997 года Холмс в 11-м раунде нокаутировал Пола Вейдена.
В мае 1998 года он проиграл по очкам Хасину Черифи.
В апреле 1999 года состоялся 2-й бой между Холмсом и Хасином Черифи. Холмс нокаутировал противника в 7-м раунде.
В сентябре 1999 года он победил по очкам Эндрю Каунсила.
В апреле 2000 года Холмс в 11-м раунде нокаутировал Роберта Маккрэкена.

## 14 апреля2001Бернард Хопкинс —Кит Холмс
- Место проведения:  Мэдисон-Сквер-Гарден, г. Нью-Йорк, Нью-Йорк, США
- Результат: Победа Хопкинса единогласным решением в 12-раундовом бою
- Статус: Чемпионский бой за титул IBF в среднем весе (13-я защита Хопкинса); чемпионский бой за титул WBC в среднем весе (3-я защита Холмса)
- Рефери: Стив Смогер
- Счет судей: Джордж Колон (118—109), Лэрри Хазард младший (117—110), Том Казмарек (119—108) — все в пользу Хопкинса
- Вес: Хопкинс 72,1 кг; Холмс 71,4 кг
- Трансляция: HBO
- Счёт неофициального судьи: Харольд Ледерман (109—99 Хопкинс) — оценки после 11-го раунда

В апреле 2001 года состоялся объединительный бой в среднем весе — между чемпионом WBC Китом Холмсом и чемпионом IBF Бернардом Хопкинсом. В конце 5-го раунда Хопкинс провёл левый хук ниже пояса. Рефери дал передышку Холмсу. По итогам 12-ти раундов судьи единогласным решением отдали победу обладателю пояса IBF.

## 2003—2007
В апреле 2005 года состоялся отборочный бой за титул IBF в 1-м среднем весе между Китом Холмсом и россиянином Романом Кармазиным. Холмс проиграл решением большинства судей.